# Utah Olympic Park
Utah Olympic Park – kompleks sportowy położony w pobliżu Salt Lake City w Stanach Zjednoczonych, zbudowany na Zimowe Igrzyska Olimpijskie 2002. W skład wchodzą obiekty do bobslejów, skeletonu, saneczkarstwa, skoków narciarskich i kombinacji norweskiej.
Mniejsza skocznia o punkcie K-90 została zbudowana w 1991 roku, duża powstała na Zimowe Igrzyska Olimpijskie 2002. Na dużej skoczni dwa razy gościł Puchar Świata. Oba obiekty są wyłożone igelitem.